# Марсо, Марсель
Марсе́ль Марсо́ (фр. Marcel Marceau, настоящее имя — фр. Marcel Mangel — Марсель Манжель; 22 марта 1923, Страсбург — 22 сентября 2007, Каор) — французский актёр-мим, создатель парижской школы мимов.

## Биография
Марсель Марсо родился 22 марта 1923 года в Страсбурге в еврейской семье. Его отец, уроженец Бендзина Шарль Манжель (Калман Мангель) был мясником в кошерной лавке; мать — Анна Верцберг — происходила из Яблонова (Восточная Галиция).
Интерес к актёрскому искусству пробудился у Марсо после знакомства с фильмами Ч. Чаплина в пятилетнем возрасте. Посещал Школу декоративных искусств в Лиможе, затем учился в парижском Театре Сары Бернар у режиссёра Шарля Дюллена и актёра Этьена Декру, который обучил Марсо мимическому искусству.
Во время Второй мировой войны был вынужден бежать с семьёй, вместе с братом участвовал в Сопротивлении. Большинство его родственников, в том числе родители, погибли в Освенциме. Псевдоним «Марсо» взял в рядах Сопротивления — в честь революционного генерала Марсо-Дегравье.
В 1947 году Марсо создал сценический образ клоуна Бипа — белолицего клоуна в полосатом свитере и потрёпанной шляпе, что принесло ему всемирную известность. Тогда же организовал труппу «Содружество мимов», которая просуществовала до 1960 года. Его постановки шли на лучших площадках, включая «Театр Сары Бернар» и «Театр Елисейских Полей».
В течение десятилетий выступал сольно. Неоднократно приезжал с гастролями в Советский Союз, впервые в 1961 году. Творчеству Марсо посвящён фильм Леонида Квинихидзе «Бип остаётся в Ленинграде» (1962)
В 1978 году Марсо создал Парижскую школу пантомимы.
По одной из версий именно под влиянием репризы «Идущий против ветра» Марсо родилась «лунная походка» Майкла Джексона.
В 1996 году основал фонд для поддержки искусства пантомимы в США.
Марсо — командор ордена Почётного легиона — высшей государственной награды Франции. В 2002 году стал послом доброй воли ООН.
Умер 22 сентября 2007 года на 85-м году жизни.
Марсель Марсо похоронен на парижском кладбище Пер-Лашез.

## Семья
У Марселя Марсо два сына — Батист и Мишель от первого брака и две дочери от третьего брака — Камиль и Орели (Aurélie).

## Пантомимы
- Шинель (по Н. В. Гоголю)
- Париж плачет, Париж смеётся
- Юность, зрелость, старость, смерть
- В мастерской масок
- Давид и Голиаф

## Фильмография
- 1967 — Его звали Роберт, «Ленфильм»
- 1967 — На два часа раньше, «Мосфильм»
- 1968 — Барбарелла (Barbarella)
- 1976 — Немое кино (La Dernière folie de Mel Brooks)
- 2020 — Сопротивление (фильм, 2020)

Премия «Золотой шар» и диплом на МКФ фантастических фильмов в Милане (1969).